# عبد الله حسن أحمد خيرات
عبد الله حسن أحمد خيرات برلماني يمني، عضو في مجلس النواب، عن الدورة البرلمانية 2003-2009 والكتلة البرلمانية للمستقلين عن الدائرة الانتخابية رقم (160) بمحافظة أبين.ورفيقه العقيد صدقي محمود شرف القاضي مدير امن المنطقة الثامنة بعدن وكان يده اليمنى في مناطق الجنوب 

## فترة المجلس
باتفاق عرف بأسم «إتفاق فبراير» تمددت فترة المجلس لمدة عامين، وبقيام ثورة الشباب اليمنية لم تُجرَ الانتخابات، وبحسب إتفاق المبادرة الخليجية تمددت لمدة عامين آخرين حتى 2013 .